# Misterio de Elche
Das Misterio de Elche (auch Mysterienspiel von Elche, auf Katalanisch Misteri d’Elx [misˈtɛɾi ˈðɛʎtʃ]) ist ein lyrisches Drama. Dabei handelt es sich um eine Darstellung der Himmelfahrt Marias aus dem Mittelmeerraum, wobei die Handlung auf Texten von Apokryphen basiert. Das Misteri d’EIx wird bis heute am 14. und 15. August jedes Jahres in Elx (Elche), dem südlichsten katalanischen Sprachgebiet, aufgeführt.

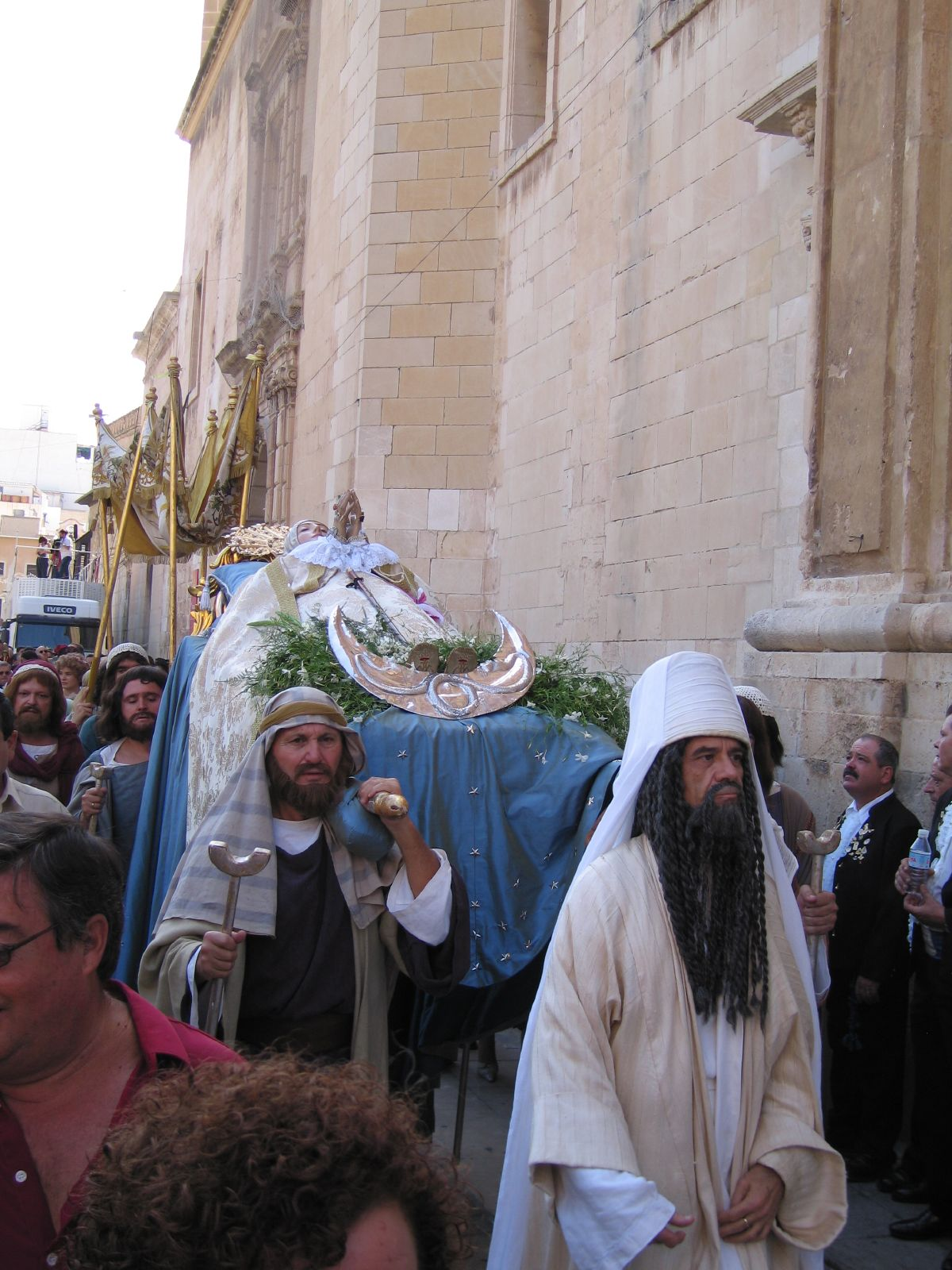
Umzug während des Mysterienspiels

Nach lokaler Tradition geht das eineinhalbtägige Mysterienspiel auf den Maurenaufstand im Jahr 1265 und dessen Niederschlagung oder auf eine Marienerscheinung im Jahr 1370 zurück. Es überstand dank einer Sondererlaubnis des Papstes Urban VIII. auch das Theaterverbot des Konzils von Trient und wäre damit das einzige europäische Theaterspiel, das sich seit dem Mittelalter in ununterbrochener Folge erhalten hat. Neuere Forschungen deuten jedoch eher auf einen Ursprung Mitte des 15. Jahrhunderts. Die älteste Kopie des mit 258 Versen kurzen Textes stammt aus dem Jahr 1709. Die Musikbegleitung umfasst mittelalterliche, Renaissance- und barocke Elemente. So stammen die ältesten Teile, die einem Komponisten zugerechnet werden können, von Ginés Pérez de la Parra (1548–1600).
Seit 2001 gehört das Spiel zu den Meisterwerken des mündlichen und immateriellen Erbes der Menschheit.